# Gozdni polž
Gozdni polž, redko rjavorobi (vrtni) polž (znanstveno ime Cepaea nemoralis), je vrsta kopenskega pljučarja (Stylommatophora). V slovenskem jeziku se vrsta ponekod pojavlja pod imenom mali vrtni polž, četudi se isto ime pripisuje tudi vrsti C. hortensis. in rodu Cepaea. Gre za eno pogostejših vrst evropskih kopenskih polžev, prenesen pa je bil tudi v Severno Ameriko.
Znani sta dve podvrsti:
- Cepaea nemoralis etrusca (Rossmässler, 1835)
- Cepaea nemoralis nemoralis (Linnaeus, 1758)

Cepaea nemoralis je tipska vrsta rodu Cepaea. Gozdni polž se uporablja tudi kot modelni organizem v različnih projektih, katerih del je širša javnost.

## Opis
Gozdni polž je med večjimi in zaradi svojega polimorfizma ter živih barv eden pogostejših in najbolje poznanih polžev Zahodne ter Srednje Evrope. Barva polževe hišice je zelo raznolika; lahko je opečnato rdeče, rjave, rumene ali bele, temnorjavo obarvane proge (spirale) so lahko prisotne ali ne. V začetku 19. stoletja so poimenovali vsako barvno različico, a se ta sistem sedaj ne uporablja več.
Odebeljeno in nekoliko izbočeno ustje (ustnica) je navadno temnorjave, poredko bele barve. Površina hišice se nekoliko sveti, običajno ima od 4½ do 5½ zavojev. Premer hišice je 18–25 mm, medtem ko je polž visok 12–22 mm.

## Prepoznavanje
Podobna vrsta, progasti vrtni polž (Caucasotachea vindobonensis), je manj intenzivno obarvana. Gozdni polž je tesno soroden vrtniku ali malemu vrtnemu polžu (C. hortensis), ponekod imenovanemu tudi belorobi vrtni polž, s katerim si deli življenjski prostor in podobno obarvanost (barve ter vzorec). Navadno je gozdni polž ob zrelosti nekoliko večji, glavna razlika med vrstama pa je prisotnost temnorjavo obarvane ustnice pri C. nemoralis in belo obarvane pri C. hortensis. Kljub temu ta določevalni znak ni popolnoma zanesljiv, saj so bili najdeni tudi gozdni polži z belo ustnico. V takšnih primerih je za določanje potrebna disekcija in opazovanje spolnih organov (recimo tako imenovane "ljubezenske puščice) ter drugih histoloških značilnosti.

## Obarvanost
Posebnost gozdnega polža je izrazit polimorfizem, ki se intenzivno preučuje že od leta 1940 naprej. Strokovnjaki se ukvarjajo predvsem z dednostjo, evolucijo in ekologijo polimorfizma. K izrazitemu polimorfizmu naj bi po mnenju raziskovalcev pripomogli genetski zdrs (drift), različni pritiski naravnega izbora v raznih okoljih (pogosto so polži temnejših barv v gozdih in svetlejših na travnih površinah) in selitve. Točen razlog ni poznan, predvideva se, da naj bi bilo vzrokov več.
Različne barvne različice (morfi) gozdnega polža:
- Rumena različica brez rjavih spiral
- Z več progami
- Rumena različica z nekaj spiralami
- Rdečkasto rjav polž brez prog
- Več barvnih različic gozdnega polža

## Razširjenost
Vrsta je avtohtona na področju od severne in zahodne Evrope do srednje Evrope, vključujoč Irsko in Veliko Britanijo. Vrsta redko poseljuje severno Škotsko, kamor je bila zanesena. Na gozdnega polža naj bi na nekaterih predelih Anglije vplivala onesnaženost zraka in zakisanje prsti.
Vrsto je mogoče najti v Franciji, Nizozemski, Švici, Avstriji, Nemčiji in delih Poljske, na Češkem, severozahodni Madžarski, južni Portugalski, osrednji Španiji, Bosni, Italiji in na severu do Švedske. V vzhodni Evropi se polž nahaja v Latviji, Estoniji in Ukrajini. Gozdni polž je bil najden tudi v Kanadi, severnem Ontariu in zahodnem Washingtonu.
K razširjanju vrste je zagotovo pripomogel človeški transport; pogosto jo najdemo v vrtovih, parkih in opuščenih predelih mest.

## Biologija in ekologija
Gozdni polž je razmeroma pogosta vrsta tako Zahodne kot tudi Srednje Evrope, ki prebiva v najrazličnejših življenjskih okoljih. Prebiva v grmičevju in odprtih gozdovih, na travnatih pobočjih in višinskih predelih, pa tudi sipinah, kultiviranih predelih, vrtovih in prometnih območjih. V Alpah ga lahko najdemo do nadmorske višine 1200 metrov, v Pirenejih do 1800 metrov, v Walesu do 900 metrov in na Škotskem do višine 600 metrov.
Vrsta se hrani predvsem z rastlinskimi ostanki in odmirajočimi rastlinami. Gozdni polž je lahko škodljivec posevkom.

Kot večina kopenskih pljučarjev je tudi gozdni polž dvospolnik (hermafrodit), ki se mora pariti, da lahko izleže oplojena jajčeca. Parjenje se navadno odvije v pozni pomladi ali zgodnjem poletju, občasno pa poteka tudi v jesenskem času. Osebki pogosto shranijo spermo, ki so jo prejeli od spolnega partnerja, tako da lahko imajo ista legla potomce različnih staršev. V Britaniji je v leglu 30–50 (v Franciji 40–80) ovalnih jajčec. Mladi se izležejo po 15–20 dneh. Zrelost je dosežena, ko lupina dobi izgled hišice odraslega (po približno enem letu).
Vrsta velja za počasi rastočo; navadno razvoj od jajčeca do spolno zrelega odraslega osebka traja tri leta. Življenjska doba je običajno od sedem do osem let, z letno ravnjo preživetja približno 50 odstotkov. Zimo lahko polži preživijo v stanju hibernacije.
Gozdni polž naj bi bil gostitelj gliste vrste Angiostrongylus vasorum. Med plenilce te vrste spadajo cikovt (Turdus philomelos) in drugi drozgi (Turdidae).